# Cinema d'acció

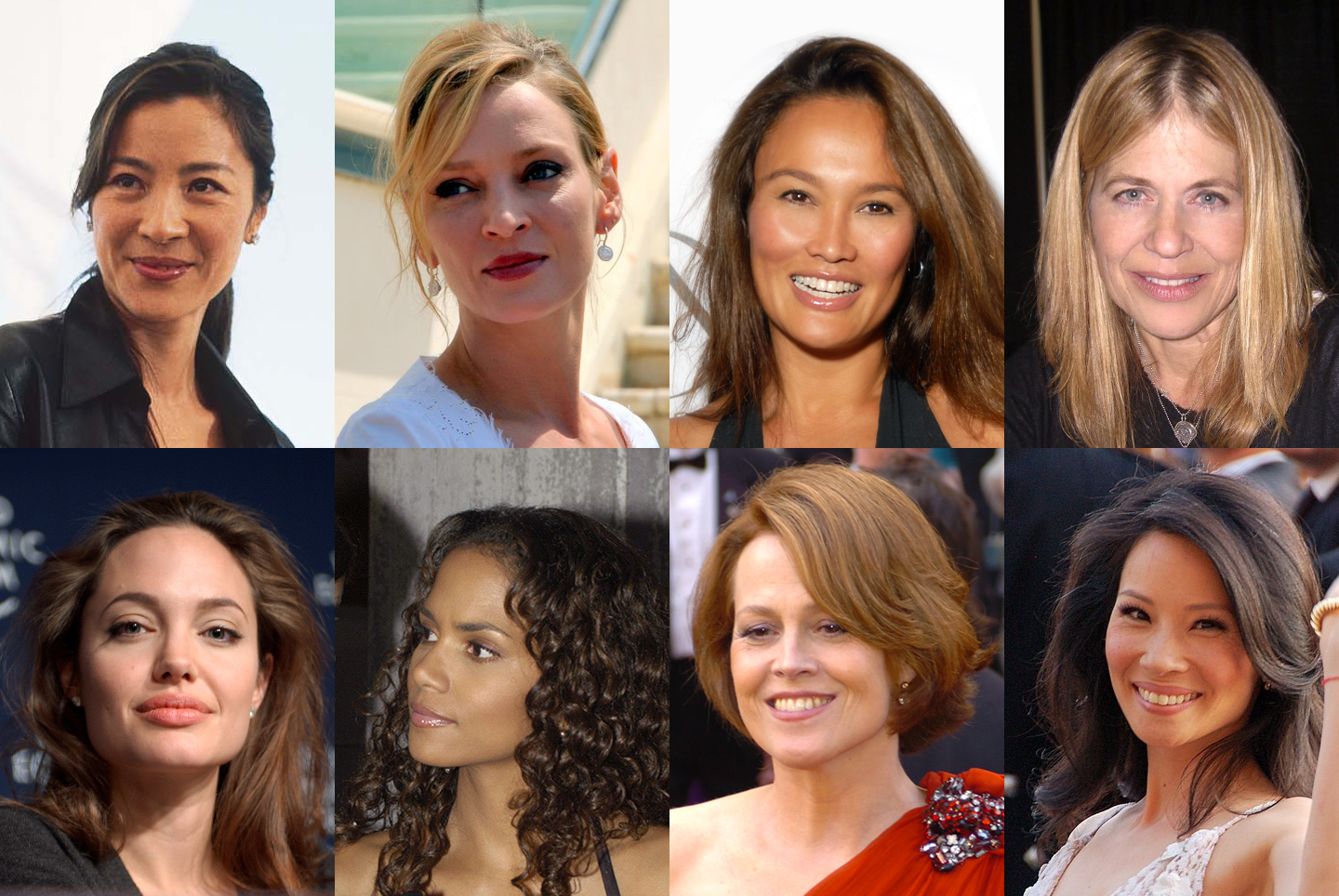
Un muntatge d'actrius que han interpretat heroïnes d'acció: Michelle Yeoh, Uma Thurman, Tia Carrere, Linda Hamilton, Angelina Jolie, Halle Berry, Sigourney Weaver i Lucy Liu.

El cinema d'acció és un gènere cinematogràfic en què el protagonista es veu empès a una sèrie d'esdeveniments que solen implicar violència i gestes físiques, i la història és contada mitjançant l'acció física, oposada al diàleg. Acostuma a presentar un heroi majoritàriament enginyós que lluita contra pronòstics increïbles, que inclouen situacions que amenacen la vida, un dolent perillós o una persecució que normalment conclou amb la victòria de l'heroi.
Aquest gènere s'associa a un tipus particular d'espectacle, sovint caracteritzat per explosions, persecucions o combats), i implica una lluita moral entre el bé (encarnat per l'heroi) i el mal.
Està estretament relacionat amb el thriller i els gèneres d'aventures i també pot contenir elements de drama i ficció d'espies. Alguns dels subgèneres característics són el cinema de catàstrofes, d'arts marcials, de superherois o el bèl·lic.
Alguns historiadors consideren The Great Train Robbery (1903) com a la primera pel·lícula d'acció. Mentre l'acció ha estat un element típic del cinema, es comença a parlar de cinema d'acció com a gènere propi a partir de la dècada del 1970, quan es desenvolupa. Ha sigut un gènere treballat per la majoria dels estudis cinematogràfics, si bé no han tingut massa presència en la crítica, que ho considera un gènere menor.
Al llarg del temps ha estat dirigit a l'audiència masculina, especialment d'adolescents, tot i que des de mitjans de la dècada del 1990, diversos directors han afegit heroïnes com a protagonistes de les pel·lícules, reforçant així l'arquetip de la dona forta.

## Pel·lícules d'acció considerades les millors
La revista Time Out va realitzar una enquesta amb cinquanta experts en l'àmbit del cinema d'acció, entre actors, crítics, cineastes i dobles. De les 101 pel·lícules classificades a l'enquesta, les següents van ser votades com les deu millors pel·lícules d'acció de tots els temps.
| Posició | Pel·lícula                            | Any  | Direcció         | País                      |
| ------- | ------------------------------------- | ---- | ---------------- | ------------------------- |
| 1       | Aliens                                | 1986 | James Cameron    | Estats Units / Regne Unit |
| 2       | Shichinin no Samurai                  | 1954 | Akira Kurosawa   | Japó                      |
| 3       | Grup salvatge                         | 1969 | Sam Peckinpah    | Estats Units              |
| 4       | Armes invencibles                     | 1985 | Jackie Chan      | Hong Kong                 |
| 5       | Enter the Dragon                      | 1973 | Robert Clouse    | Hong Kong / Estats Units  |
| 6       | Mad Max 2, el guerrer de la carretera | 1981 | George Miller    | Austràlia                 |
| 7       | Hard Boiled                           | 1992 | John Woo         | Hong Kong                 |
| 8       | Terminator 2                          | 1991 | James Cameron    | Estats Units              |
| 9       | A la recerca de l'arca perduda        | 1981 | Steven Spielberg | Estats Units              |
| 10      | Die Hard                              | 1988 | John McTiernan   | Estats Units              |